# Casey Reibelt
Casey Lisa Reibelt (nascida em 15 de janeiro de 1988) é uma árbitra de futebol australiana que atua na A-League Women (W-League antes de 2021) e é uma árbitra internacional .
Reibelt começou a arbitrar aos anos. Ela começou a arbitrar na A-League Women, então conhecida como W-League, em 2008 e está listada na FIFA desde 2014. A W-League foi renomeada em 2021. Ela foi selecionada para arbitrar a Copa do Mundo Feminina da FIFA 2019 na França . Em 9 de janeiro de 2023, a FIFA a nomeou para a arbitragem da Copa do Mundo Feminina da FIFA 2023 na Austrália .